# Chuẩn tướng Quân lực Việt Nam Cộng hòa
Chuẩn tướng là cấp bậc tướng lĩnh thấp nhất trong Quân lực Việt Nam Cộng hòa, mang cấp hiệu 1 sao. Cấp bậc này xếp dưới cấp Thiếu tướng, trên cấp Đại tá, tương đương quân hàm Brigadier General trong Quân đội Mỹ (mang 1 sao) và Général de Brigade trong Quân đội Pháp (mang 2 sao). Trong Hải lực  Việt Nam Cộng hòa, cấp bậc Hải quân Chuẩn tướng có danh xưng là Phó Đề đốc.

## Lược sử
Kế từ khi được thành lập vào năm 1955 cho đến năm 1964, hệ thống quân hàm của Quân đội Việt Nam Cộng hòa không tồn tại cấp bậc Chuẩn tướng. Cấp bậc tướng lĩnh thấp nhất, trên cấp Đại tá là Thiếu tướng. Sau khi đảo chính 1963 thành công, một số đại tá có công được thăng thưởng lên cấp Thiếu tướng, gồm Đỗ Mậu, Nguyễn Văn Thiệu... Đại tá cuối cùng được thăng trực tiếp lên cấp Thiếu tướng là  Cao Văn Viên, được phong ngày 3 tháng 3 năm 1964, được thăng thưởng do có công hỗ trợ tướng Nguyễn Khánh lên nắm quyền trong cuộc chỉnh lý năm 1964.
Nhằm tạo thêm thế lực vây cánh trong số sĩ quan cao cấp, tướng Nguyễn Khánh đã đặt thêm cấp bậc Chuẩn tướng nhằm thăng thưởng cho nhiều sĩ quan cấp bậc Đại tá có công trong Đảo chính 1963 cũng như trong Chỉnh lý 1964 và nhiều đại tá có "thâm niên quân vụ" nhưng không được xét phong thăng quân hàm dưới thời Ngô Đình Diệm. Ngày 8 tháng 4 năm 1964, những đại tá đầu tiên thụ phong cấp bậc Chuẩn tướng có Nguyễn Cao Kỳ, Chung Tấn Cang...
Cấp bậc Chuẩn tướng tồn tại được 11 năm cho đến khi chế độ Việt Nam Cộng hòa hoàn toàn sụp đổ vào năm 1975.
Quân hàm chuẩn tướng của các quân chủng

Lục quân
Hải quân
Thủy quân Lục chiến
Không quân

## Danh sách
Tính đến năm 1975, ghi nhận được 72 quân nhân cao cấp giữ cấp bậc cuối cùng là Chuẩn tướng và Phó Đề đốc.
| Stt | Họ và tên                                                         | Thời gian sống | Năm thụ phong | Chức vụ sau cùng                                                | Chú thích |
| --- | ----------------------------------------------------------------- | -------------- | ------------- | --------------------------------------------------------------- | --- |
| 1   | Phạm Đăng Lân (A) Võ bị Nước Ngọt                                 | 1927-2017      | 1964          | Cục trưởng Cục Công binh                                        | Giải ngũ năm 1965 |
| 2   | Phan Xuân Nhuận (B) Võ bị Quốc gia Huế K1                         | 1916-?         | 1966          | Tư lệnh Sư đoàn 1 Bộ binh                                       | Giải ngũ năm 1966 |
| 3   | Nguyễn Chấn (A) Võ khoa Nam Định                                  | 1931           | 1967          | Cục trưởng Cục Công binh Biệt phái Bộ Canh nông                 | |
| 4   | Lưu Kim Cương (C) Võ bị Không quân Pháp                           | 1933-1968      | 1968          | Tư lệnh Không đoàn 33 Chỉ huy trưởng Yếu khu Tân Sơn Nhứt       | Ngày 6/5/1968, tử trận tại Tân Sơn Nhất trong chiến trận Mậu Thân năm 1968 đợt 2. Được truy thăng cấp bậc Chuẩn tướng                                                                                              |
| 5   | Nguyễn Thanh Hoàng Võ bị Quốc gia Huế K2                          | 1924           | 1968          | Chánh Thanh tra Quân đoàn II                                    | Giải ngũ 1974 |
| 6   | Nguyễn Bá Liên (C) Võ khoa Thủ Đức K3p                            | 1933-1969      | 1969          | Tư lệnh Biệt khu 24 Kontum                                      | Ngày 6/12/1969, tử trận khi đang bay (trực thăng) thị sát mặt trận Ben Het, Kontum. Máy bay bị trúng đạn phòng không của địch quân. Được truy thăng cấp bậc Chuẩn tướng                                            |
| 7   | Trần Văn Hai (D) Võ bị Đà Lạt K7                                  | 1925-1975      | 1970          | Tư lệnh Sư đoàn 7 Bộ binh                                       | Tuẫn tiết (tự sát) ngày 30/4/1975 |
| 8   | Nguyễn Hữu Hạnh (A) Võ bị Địa phương Cap St Jacques               | 1926-2019      | 1970          | Phụ tá Hành quân Tổng tham mưu trưởng                           | Mất năm 2019 tại Thành phố Hồ Chí Minh, Cộng hòa Xã hội chủ nghĩa Việt Nam |
| 9   | Nguyễn Văn Khương (C) Võ khoa Thủ Đức K2                          | 1924-1970      | 1970          | Tỉnh trưởng Tiểu Khu trưởng Phong Dinh                          | Ngày 19/7/1970, tử trận do bị địch quân phục kích bắn đạn B.40 tại Phong Dinh. Được truy thăng cấp bậc Chuẩn tướng                                                                                                 |
| 10  | Nguyễn Văn Thiện (A)(D) Võ khoa Thủ Đức K2                        | 1928-1970      | 1970          | Tư lệnh Biệt khu Quảng-Đà                                       | Ngày 3/11/1970 bị tử nạn mất tích trên đường bay bằng Phản lực cơ từ Đà Nẵng về Sài Gòn để dự lễ gắn cấp bậc cho chính mình (Trước đó, ngày 1/11/1970 đã nhận quyết định vinh thăng Chuẩn tướng)                   |
| 11  | Vũ Văn Giai (B) Võ bị Đà Lạt K10                                  | 1934-2012      | 1971          | Tư lệnh Sư đoàn 3 Bộ binh                                       | |
| 12  | Hồ Trung Hậu (B) Võ khoa Thủ Đức K4                               | 1931-1995      | 1971          | Chánh Thanh tra Quân đoàn III Quân khu 3                        | |
| 13  | Nguyễn Văn Phước (C) Võ bị Đà Lạt K3                              | 1926-1971      | 1971          | Phụ tá Tư lệnh Quân đoàn IV Quân khu 4                          | Ngày 18/5/1971 tử nạn trực thăng trên sông Hậu Giang khi đang bay thị sát chiến trường. Được truy thăng cấp bậc Chuẩn tướng                                                                                        |
| 14  | Phan Đình Thứ (A)(B) (Lam Sơn) Võ bị Lục quân Pháp                | 1919-2002      | 1971          | Tư lệnh phó Quân đoàn II                                        | Giải ngũ năm 1973 |
| 15  | Đỗ Văn An (C) Võ khoa Thủ Đức K4                                  | 1932-1972      | 1972          | Trung đoàn trưởng Trung đoàn 7 Bộ binh                          | Ngày 16/6/1972 tử trận khi đang bay trực thăng thị sát chiến trường tại Kiến Tường. Máy bay bị trúng đạn tầm nhiệt SA.7. Được truy thăng cấp bậc Chuẩn tướng                                                       |
| 16  | Lý Tòng Bá Võ bị Đà Lạt K6                                        | 1931-2015      | 1972          | Tư lệnh Sư đoàn 25 Bộ binh                                      | |
| 17  | Nguyễn Trọng Bảo (C) Võ khoa Thủ Đức K4                           | 1925-1972      | 1972          | Tham mưu trưởng Phụ tá Hành quân Sư đoàn Nhảy Dù                | Ngày 14/7/1972 tử nạn trực thăng khi đang bay thị sát chiến trường tại Quảng Trị. Được truy thăng cấp bậc Chuẩn tướng                                                                                              |
| 18  | Trần Văn Cẩm (A)(B) Võ bị Đà Lạt K5                               | 1930-2021      | 1972          | Phụ tá Hành quân Quân đoàn II                                   | |
| 19  | Nguyễn Hữu Chí (E)(F) Sĩ quan Hải quân Nha Trang K3               | 1931-1988      | 1972          | Tư lệnh Lực lượng Hải quân 213                                  | |
| 20  | Nguyễn Văn Chức (A) Võ bị Địa phương Cap St Jacques K2            | 1928-2018      | 1972          | Cục trưởng Cục Công binh Tổng cục trưởng Tổng cục Tiếp vận      | |
| 21  | Võ Dinh (A) Võ bị Đà Lạt K3                                       | 1929-2017      | 1972          | Tham mưu trưởng Bộ tư lệnh Không quân                           | |
| 22  | Lê Đức Đạt (C) Võ bị Đà Lạt K5                                    | 1928-1972      | 1972          | Tư lệnh Sư đoàn 22 Bộ binh                                      | Ngày 24/4/1972 tử trận tại chiến trường Tân Cảnh. Được truy thăng cấp bậc Chuẩn tướng |
| 23  | Ngô Hán Đồng (A)(C) Võ khoa Thủ Đức K2                            | 1930-1972      | 1972          | Chỉ huy trưởng Pháo binh Quân đoàn I                            | Ngày 25/02/1972, tử nạn trực thăng cùng với Chuẩn tướng Phan Đình Soạn tại vùng biển gần vịnh Đà Nẵng khi đang bay thi hành công vụ. Được truy thăng cấp bậc Chuẩn tướng, (tướng Soạn được truy thăng Thiếu tướng) |
| 24  | Trương Hữu Đức (C) Võ bị Đà Lạt K10                               | 1930-1972      | 1972          | Chiến đoàn trưởng Chiến đoàn Đặc nhiệm 52                       | Ngày 13/4/1972 tử trận do bị trúng đạn của địch quân bắn lên khi đang bay trên trực thăng để thị sát và điều đông đơn vị trực thuộc tại mặt trận Chơn Thành (Bình Long). Được truy thăng cấp bậc Chuẩn tướng       |
| 25  | Phan Hòa Hiệp Võ bị Địa phương Trung Việt K1                      | 1927-2013      | 1972          | Tổng trưởng Thông tin Chiêu hồi                                 | |
| 26  | Đinh Mạnh Hùng (E)(F) Sĩ quan Hải quân Nha Trang K2               | 1932-2018      | 1972          | Chỉ huy trưởng Bộ chỉ huy lưu động sông                         | |
| 27  | Lê Văn Hưng (D) Võ khoa Thủ Đức K5                                | 1933-1975      | 1972          | Tư lệnh phó Quân đoàn IV Quân khu 4                             | Tuẫn tiết (tự sát) ngày 30/4/1975 |
| 28  | Lý Bá Hỷ (A)(B) Võ bị Đà Lạt K3                                   | 1923-2015      | 1972          | Tư lệnh phó Biệt khu Thủ Đô                                     | |
| 29  | Huỳnh Văn Lạc (A)(B) Võ khoa Thủ Đức K3                           | 1927           | 1972          | Tư lệnh Sư đoàn 9 Bộ binh                                       | |
| 30  | Trần Quốc Lịch (B) Võ khoa Thủ Đức K4p                            | 1935-2021      | 1972          | Chánh Thanh tra Quân đoàn IV Quân khu 4                         | |
| 31  | Đặng Đình Linh Võ khoa Nam Định                                   | 1929           | 1972          | Tham mưu phó Tiếp vận Bộ Tư lệnh Không quân                     | |
| 32  | Nguyễn Văn Lượng Võ khoa Nam Định                                 | 1931           | 1972          | Tư lệnh Sư đoàn 2 Không quân                                    | |
| 33  | Lê Quang Lưỡng Võ khoa Thủ Đức K4                                 | 1932-2005      | 1972          | Tư lệnh Sư đoàn Nhảy Dù                                         | |
| 34  | Đỗ Kiến Nhiễu Võ bị Đà Lạt K4                                     | 1931-1988      | 1972          | Đô trưởng Sài Gòn                                               | |
| 35  | Phạm Hữu Nhơn (A) Võ khoa Nam Định                                | 1928           | 1972          | Trưởng phòng 7 Bộ Tổng Tham mưu                                 | |
| 36  | Vũ Đức Nhuận Võ bị Quốc gia Huế K1                                | 1926-1998      | 1972          | Cục trưởng Cục An Ninh Quân đội                                 | |
| 37  | Trần Văn Nhựt Võ bị Đà Lạt K10                                    | 1935-2015      | 1972          | Tư lệnh Sư đoàn 2 Bộ binh                                       | |
| 38  | Chương Dzềnh Quay (A) Võ bị Đà Lạt K5                             | 1928           | 1972          | Tham mưu trưởng Quân đoàn IV Quân khu 4                         | |
| 39  | Phạm Hà Thanh (B) Đại học Quân y Hà Nội                           | 1926           | 1972          | Cục trưởng cục Quân y                                           | |
| 40  | Đặng Cao Thăng (E)(F) Võ khoa Nam Định Hải quân Brest K1          | 1929-2005      | 1972          | Tư lệnh Vùng 4 Sông ngòi Tư lệnh Hạm đội 21                     | |
| 41  | Lê Văn Thân (A)(B)(G) Võ bị Đà Lạt K7                             | 1932-2005      | 1972          | Tư lệnh phó Lãnh thổ Quân khu 2                                 | |
| 42  | Trần Đình Thọ Võ bị Đà lạt K6                                     | 1933-2022      | 1972          | Trưởng phòng 3 Bộ Tổng Tham mưu                                 | |
| 43  | Hồ Văn Kỳ Thoại (E) Sĩ quan Hải quân Nha Trang K4                 | 1933-2022      | 1972          | Tư lệnh Vùng I Duyên hải                                        | |
| 44  | Diệp Quang Thủy (E) Võ bị Đà Lạt K6 Sĩ quan Hải quân Nha Trang K3 | 1932-2013      | 1972          | Tư lệnh phó Tham mưu trưởng Bộ tư lệnh Hải quân                 | |
| 45  | Phan Phụng Tiên Võ khoa Nam Định                                  | 1930-1995      | 1972          | Tư lệnh Sư đoàn 5 Không quân                                    | |
| 46  | Huỳnh Bá Tính Võ khoa Thủ Đức K1                                  | 1927-1990      | 1972          | Tư lệnh Sư đoàn 3 Không quân                                    | |
| 47  | Lê Trung Trực (B) Võ bị Không quân Pháp                           | 1927-2002      | 1972          | Phụ tá Trung tâm Thi hành Hiệp định Paris                       | |
| 48  | Lê Văn Tư (B) Võ bị Đà Lạt K5                                     | 1931-2021      | 1972          | Tư lệnh Sư đoàn 25 Bộ binh                                      | |
| 49  | Lý Đức Quân (C) Võ bị Đà Lạt K8                                   | 1930-1973      | 1973          | Trung đoàn trưởng Trung đoàn 7 Bộ binh                          | Ngày 31/5/1973 tử trận do bị địch quân bắn đạn phòng không khi đang bay trên trực thăng tại chiến trường Bến cát (Bình Dương). Được truy thăng cấp bậc Chuẩn tướng                                                 |
| 50  | Huỳnh Công Thành (C) Võ khoa Thủ Đức K1                           | 1930-1973      | 1973          | Tỉnh trưởng Tiểu khu trưởng Bình Tuy                            | Ngày 3/2 bị trọng thương do địch quân bắn phòng không khi đang bay trực thăng thị sát mặt trận vùng Tánh Linh (Bình Tuy), đến ngày 24/3/1973 thì từ trần. Được truy thăng cấp bậc Chuẩn tướng                      |
| 51  | Từ Văn Bê Võ bị Không quân Pháp                                   | 1931-2008      | 1974          | Chỉ huy trưởng Kỹ thuật Tiếp vận Không quân                     | |
| 52  | Bùi Quý Cảo (C) Võ khoa Thủ Đức K2                                | 1923-1974      | 1974          | Trưởng đoàn Quân sự Liên hợp 2 bên Khu 2 Đà Nẵng                | Ngày 15/9/1974 tử nạn (trên đường công vụ) khi máy bay hàng không dân dụng bị không tặc làm nổ tại bầu trời Phan Rang khiến toàn bộ trên máy bay 62 người thiệt mạng. Được truy thăng cấp bậc Chuẩn tướng          |
| 53  | Nguyễn Thanh Châu (E) Sĩ quan Hải quân Nha Trang K3               | 1933-2017      | 1974          | Chỉ huy trưởng Trung tâm Huấn luyện Hải quân                    | |
| 54  | Vũ Đình Đào (E)(F) Sĩ quan Hải quân Nha Trang K3                  | 1931           | 1974          | Tư lệnh Vùng 3 Duyên hải                                        | |
| 55  | Nguyễn Văn Điềm (D) Võ khoa Thủ Đức K4                            | 1930-1975      | 1974          | Tư lệnh Sư đoàn 1 Bộ binh                                       | Tử nạn trực thăng ngày 29/3/1975 tại Sa Huỳnh, Quảng Ngãi. |
| 56  | Nguyễn Đức Khánh Không quân Pháp                                  | 1932-1996      | 1974          | Tư lệnh Sư đoàn 1 Không quân                                    | |
| 57  | Trần Quang Khôi (A)(B)(G) Võ bị Đà Lạt K6                         | 1930-2023      | 1974          | Tư lệnh Lữ đoàn 3 Kỵ binh                                       | |
| 58  | Hoàng Cơ Minh (D)(E) Sĩ quan Hải quân Nha Trang K5                | 1935-1987      | 1974          | Tư lệnh Vùng 2 Duyên hải Lực lượng Đặc nhiệm 232                | Ngày 28/8/1987 tuẫn tiết tại Nam Lào (biên giới Việt-Lào) trong đội quân kháng chiến từ Hải ngoại trở về |
| 59  | Nguyễn Ngọc Oánh Võ bị Đà Lạt K3                                  | 1925-2010      | 1974          | Chỉ huy trưởng Trung tâm Huấn luyện Không quân                  | |
| 60  | Nghiêm Văn Phú (E) Sĩ quan Hải quân Nha Trang K2                  | 1928-2008      | 1974          | Tư lệnh Lực lượng Đặc nhiệm Tuần thám 212                       | |
| 61  | Phạm Ngọc Sang (A)(B)(G) Võ khoa Thủ Đức K1                       | 1931-2002      | 1974          | Tư lệnh Sư đoàn 6 Không quân                                    | |
| 62  | Nguyễn Hữu Tần Võ khoa Nam Định                                   | 1930-2008      | 1974          | Tư lệnh Sư đoàn 4 Không quân                                    | |
| 63  | Lê Trung Tường (B) Võ bị Quốc gia Huế K2                          | 1927-2009      | 1974          | Tư lệnh SĐ 23 bộ binh Tham mưu trưởng Quân đoàn III             | |
| 64  | Lê Nguyên Vỹ (A)(D) Võ bị Địa phương Trung Việt K2                | 1933-1975      | 1974          | Tư lệnh Sư đoàn 5 Bộ binh                                       | "Tuẫn tiết" (tự sát) ngày 30/4/1975 |
| 65  | Trương Bảy (A)(H) Võ khoa Thủ Đức K1                              | 1930-2013      | 1975          | Phụ tá Tư lệnh Cảnh Sát Quốc gia Đặc trách Điều hành            | |
| 66  | Nguyễn Văn Giàu (H) Võ khoa Thủ Đức K3                            | 1932           | 1975          | Phụ tá Tư lệnh Cảnh sát Quốc gia Đặc trách An ninh              | |
| 67  | Bùi Văn Nhu (B)(H) Sĩ quan Đồng hoá                               | 1920-1984      | 1975          | Tư lệnh phó Cảnh sát Quốc gia                                   | |
| 68  | Chung Tấn Phát (H) Võ khoa Thủ Đức K3                             | 1932-2021      | 1975          | Chánh văn phòng Thủ tướng Vũ Văn Mẫu                            | |
| 69  | Trang Sĩ Tấn (H) Võ khoa Thủ Đức K16                              | 1937-2019      | 1975          | Chỉ huy trưởng Cảnh sát Quốc gia Đô thành Sài Gòn               | |
| 70  | Phạm Duy Tất (B)(G)(H)(I) Võ khoa Thủ Đức K4p                     | 1934-2019      | 1975          | Chỉ huy trưởng Biệt động quân Quân khu 2 Phụ trách di tản QĐ II | |
| 71  | Huỳnh Thới Tây (C)(H) Võ bị Đà Lạt K8                             | 1932-2010      | 1975          | Phụ tá Tư lệnh Cảnh sát Quốc gia Đặc trách ngành Đặc biệt       | |
| 72  | Mạch Văn Trường (B)(F)(G)(H)(I) Võ bị Đà Lạt K12                  | 1936-2021      | 1975          | Tư lệnh Sư đoàn 21 Bộ binh                                      | |